# Dinan (antigua comuna)
Dinan era una comuna francesa situada en el departamento de Costas de Armor, de la región de Bretaña, que el 1 de enero de 2018 fusionó con Léhon para formar la comuna nueva de Dinan.
Dinan, desde 1984, está considerada como «ville d'art et d'histoire». Tiene un plan de conservación y mejora que incluye «la ciudad intramuros, el puerto y el distrito de la rue Saint-Malo» y que comprende más de 90 hectáreas, casi una cuarta parte del área de la antigua comuna de Dinan.

## Geografía
La comuna está situada sobre una colina que domina el valle del río Rance. Desde este punto el río es navegable hasta su desembocadura en Saint-Malo, a varias decenas de kilómetros.

## Historia

### Edad Media
Aunque el lugar estuvo ocupado sin duda desde época prehistórica, Dinan surge para la historia a partir del siglo XI como el lugar donde existe una mota castral (en el Tapiz de Bayeux aparece una escena con su asedio por parte de Guillermo el Conquistador).

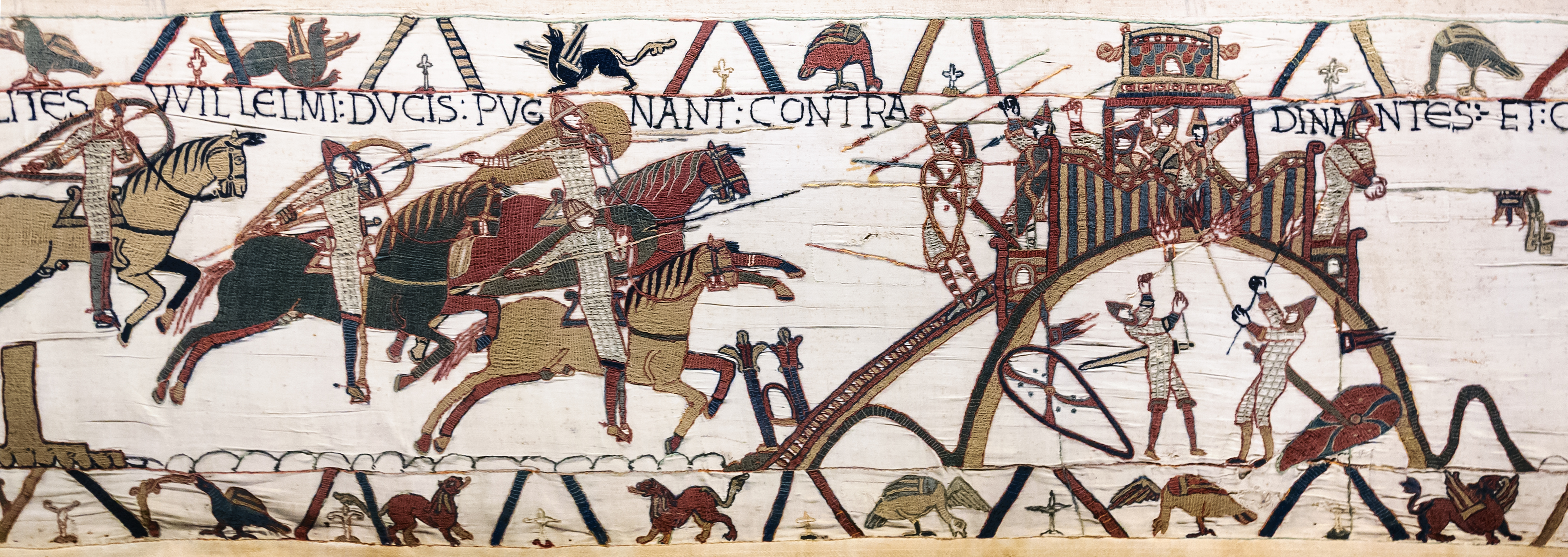
Escena del tapiz de Bayeux con el asalto a Dinan.

Organizada en torno a las parroquias de Saint-Malo y Saint-Sauveur, la mitad de la ciudad es comprada en 1283 por el duque de Bretaña, época en la que se construye su actual muralla. En 1357, durante la Guerra de sucesión al Ducado de Bretaña, Bertrand Du Guesclin y su hermano Olivier defienden con éxito la ciudad asediada por las tropas inglesas y los bretones fieles a Juan de Montfort. En 1364, tras varias tentativas, el duque Juan IV logra retomar el control de la ciudad y construye el castillo.
Si bien durante el siglo XV la muralla se moderniza y se adapta a la artillería, esto no impedirá que su gobernador la rinda ante el rey de Francia tras la derrota bretona en la batalla de Saint-Aubin-du-Cormier en 1488. Como el resto de ciudades bretonas, Dinan será definitivamente anexionada al Reino de Francia en 1532.

### Edad Moderna y Contemporánea
La ciudad continua prosperando en el siglo XVI gracias a su actividad artesanal y al puerto del río Rance, que favoriza el control del comercio por el río entre Dinan y Saint-Malo.
En el siglo XVIII la actividad comercial fue estimulada por la instalación de numerosos telares que abastecían de velas y telas a los navíos de Saint-Malo. Bajo el impulso de una naciente burguesía, se toman diversas medidas para luchar contra la insalubridad y la ciudad comienza a extenderse más allá del antiguo núcleo amurallado.
En el siglo XIX el tráfico fluvial por el río Rance pierde importancia, sin embargo la construcción del viaducto que permite salvar el valle del río en 1852, y la llegada del ferrocarril en 1879, aseguran su desarrollo. Dinan tampoco es ajena a la nueva moda del turismo y se convierte en un destino muy estimado por los británicos. 

## Demografía
| Gráfica de evolución demográfica de Dinan entre 1800 y 2014 |
|                                                             |

Los datos demográficos contemplados en este gráfico de la comuna de Dinan se han cogido de 1800 a 1999 de la página francesa EHESS/Cassini, y los demás datos de la página del INSEE.

## Lugares de interés y monumentos
Dinan es uno de los principales focos turísticos del norte de la Bretaña y del departamento de Côtes-d'Armor debido a su arquitectura de sabor medieval.

### Monumentos
- El Castillo de Dinan es una edificación compuesta por un torreón, que junto con la puerta forma parte de la extensa muralla que aún rodea la ciudad. Juan IV, duque de Bretaña, inició la construcción del torreón en 1384, formado por dos torres circulares unidas entre sí y con un foso que lo separa de las defensas colindantes y de la ciudad. El Castillo fue declarado monumento histórico en 1886.
- La Iglesia de San Malo, del siglo XII, es uno de los edificios más importantes del gótico flamígero en la región de Dinan. Tiene una torre con chaflanes, construida entre 1866 y 1874, que respeta el espíritu de la arquitectura románica. Su clasificación en 1879 y la posterior intervención del arquitecto Corroyer, que trabajaba en Monte San Michel,  permitió la conservación de cinco tramos de la nave. Los trabajos de reconstrucción terminaron en 1890.
- La Basílica de San Salvador que está edificada en el siglo XII, y en ella se entremezclaron todos los estilos arquitectónicos, el románico, el gótico y el barroco. La fachada oeste y el muro sur son de estilo románico-bizantino del siglo XII. La nave, el crucero, la bonita capilla lateral sur y el coro son de estilo gótico del siglo XV y el campanario, de construcción piramidal, es del siglo XVIII.
- La Torre del Reloj del siglo XV y de 45 metros de altura, contiene una campana ofrecida a la ciudad por Ana de Bretaña, que data del 1507. Está abierta al público y desde arriba de la torre se obtienen unas magníficas vistas de la ciudad.
- Las murallas se han conservado en buena parte de su antiguo trazado, y en algunos puntos se han abierto al público.

### Lugares de interés
- La Calle de Jerzual (Rue de Jerzual) que une el puerto con la ciudad es sin lugar a dudas la calle más importante de la ciudad, ya que antaño era el acceso principal al centro de Dinan. Es una calle estrecha con un fuerte desnivel. Al final de la calle se encuentra la Puerta de Jerzual, una torre de vigía del siglo XIII.
- Orillas del canal del Rance.

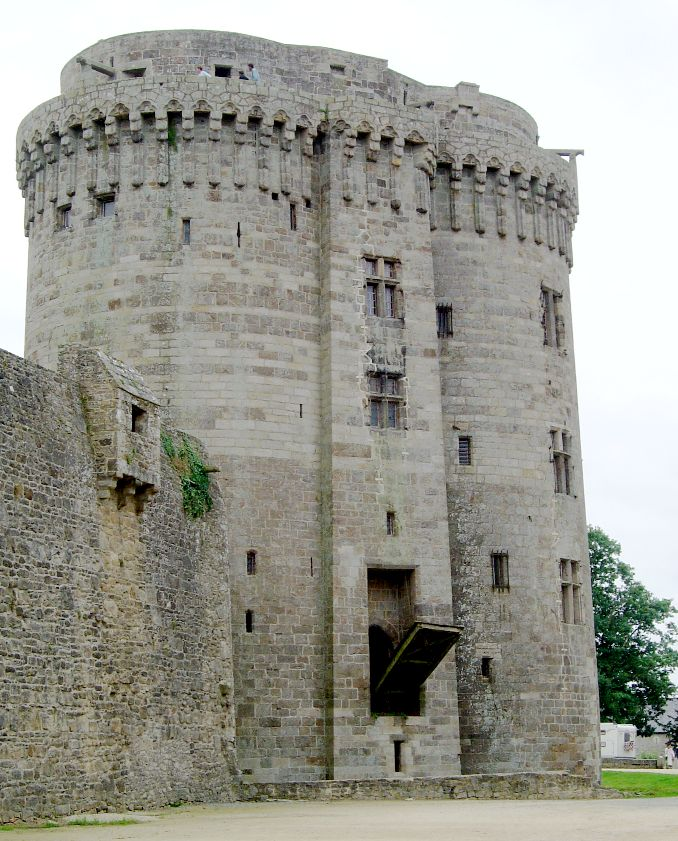
Castillo de Dinan
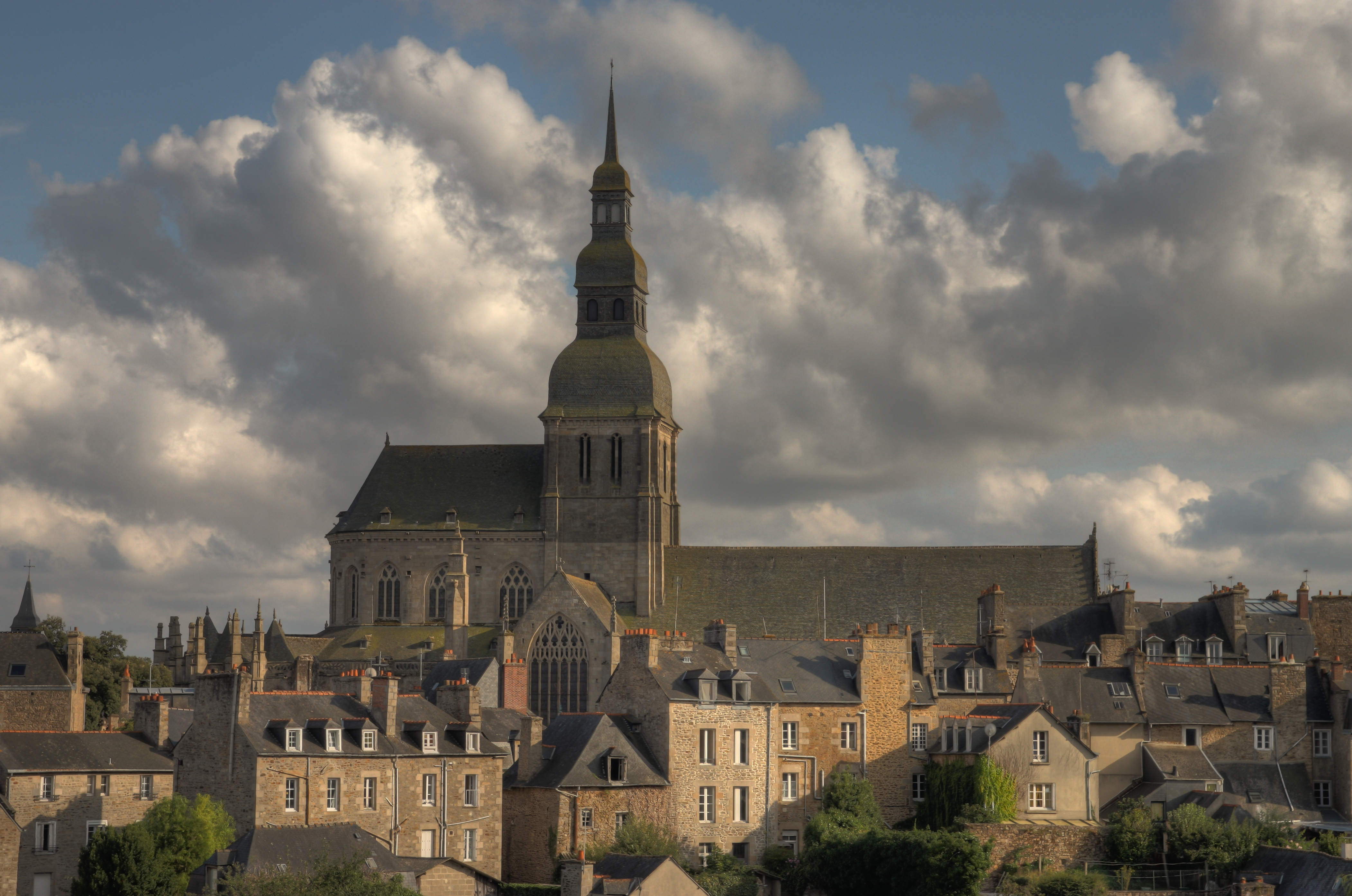
La iglesia Saint-Sauveur vista desde las murallas
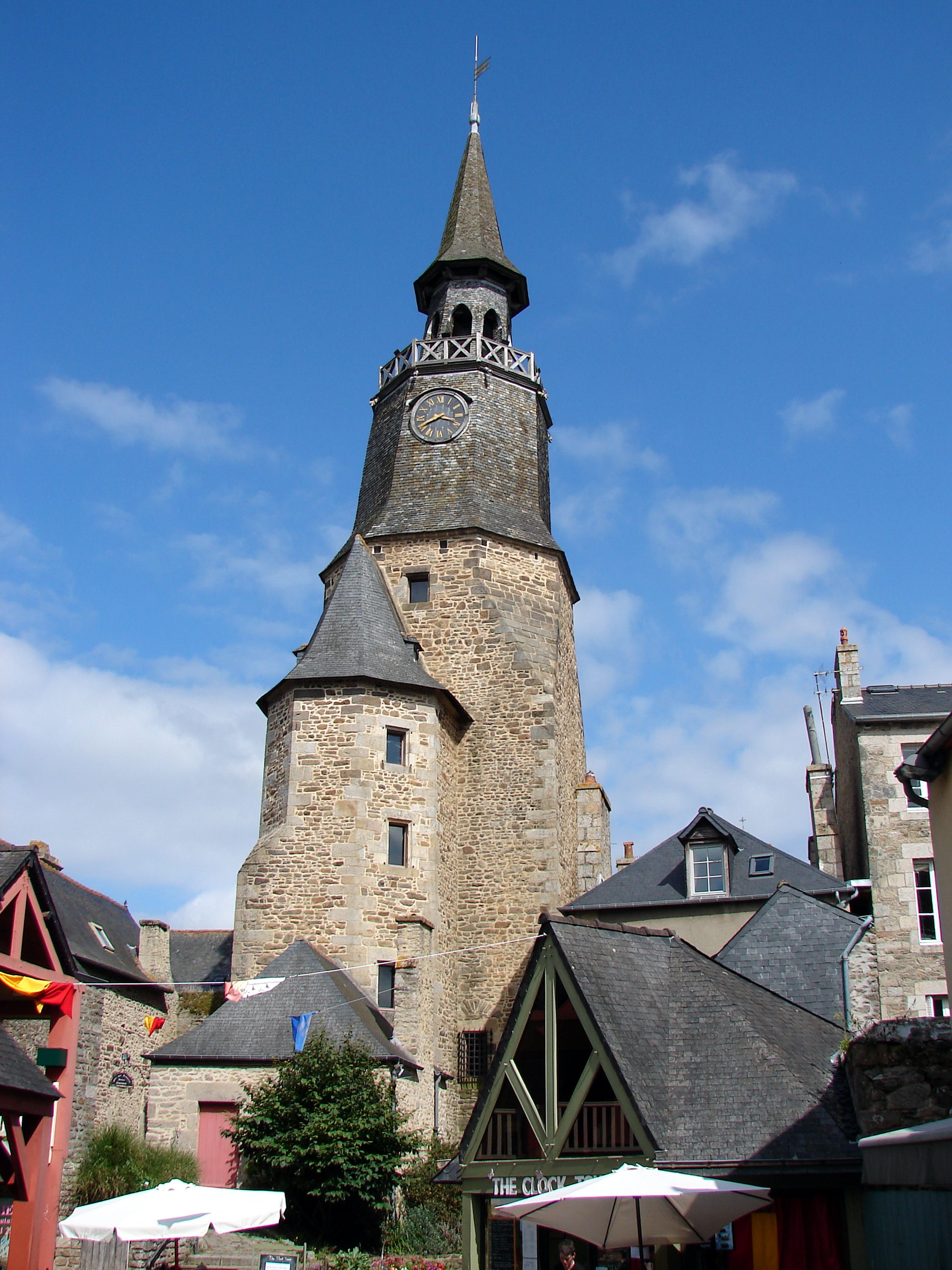
Torre del Reloj
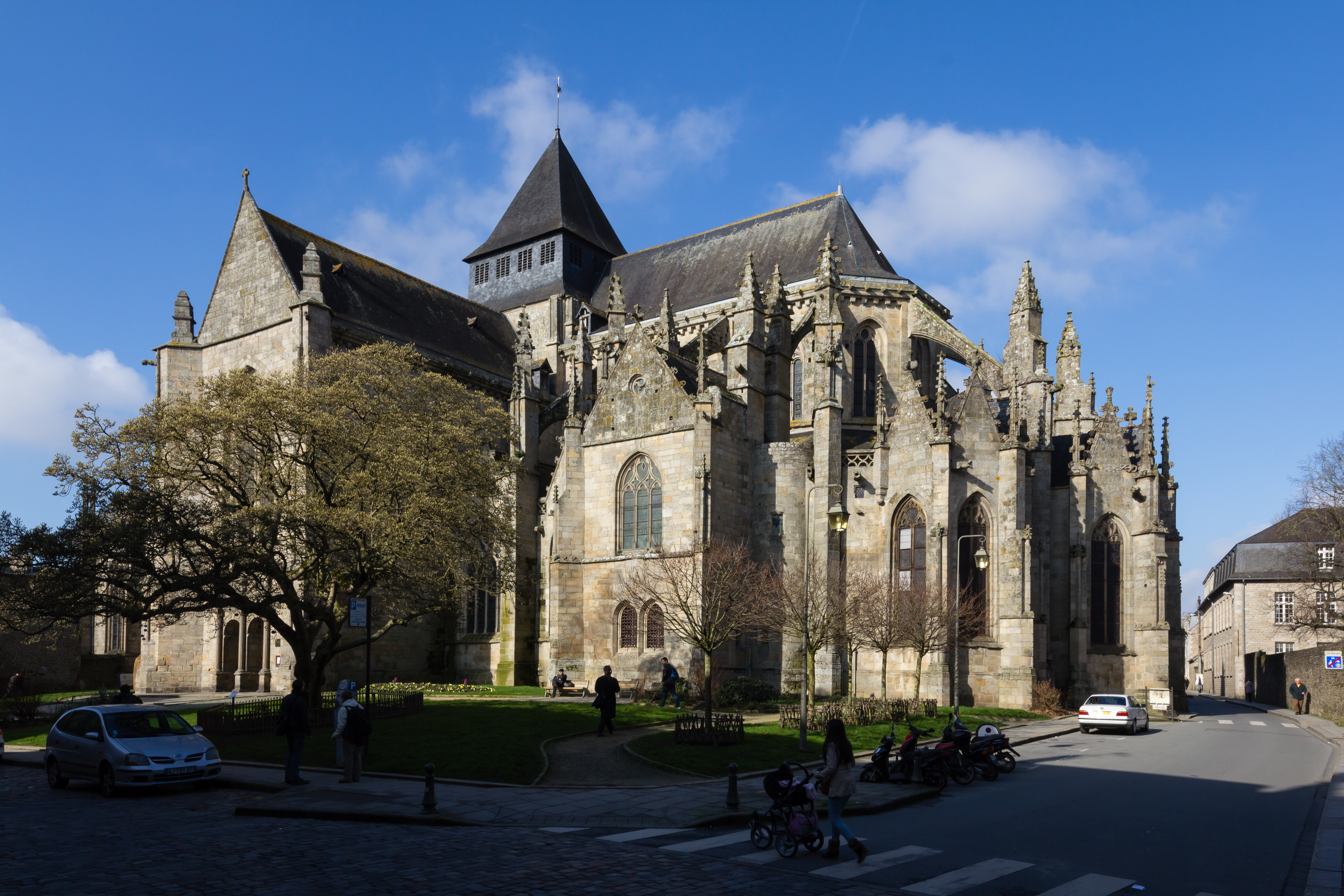
Iglesia de Saint-Malo

## Fiestas
- La fiesta de las murallas donde la población se viste como en el Medioevo.

## Personas destacadas
- Jean Rochefort, actor.
- Charles Pinot Duclos (1704-1772), autor.
- Yves Guyot (1843-1928), político y economista.